# Kasejovice
Město Kasejovice (v místním nářečí Kasouce, německy Kassowitz, Kassejowitz, zastarale Kassegowitz, Tarßewitz) se nachází v okrese Plzeň-jih v Plzeňském kraji. Dříve bylo město součástí Prácheňského kraje. V Kasejovicích včetně místních částí žije přibližně 1 400 obyvatel.

## Historie
První písemná zmínka o Kasejovicích je z roku 1264. Městečkem jsou od roku 1350. V této době se v okolí těžilo zlato a byl postaven kostel sv. Jakuba. Městečko bohatlo díky poloze na hlavní zemské silnici z Plzně do Českých Budějovic.
Od roku 1465 až do roku 1848 patřilo městečko k panství Lnáře. Od 17. století je v obci malá židovská populace, jež žila do třicátých let 18. století volně mezi ostatními a v létech 1730–1848 byli Židé nuceni žít zvlášť ve své vlastní čtvrti – ghettu blízko dnešní školy. Zde se soustředili kolem místní synagogy, jež od druhé světové války slouží díky Václavu Mentbergerovi jako muzeum se soustředěnými zachráněnými exponáty. Ghetto je z velké části nepoškozeno, mnoho domů je stále původních. Počet Židů v obci byl většinou kolem 150 obyvatel; tvořili v některých dobách až přes 11 procent populace.
Městečko bylo v 19. století postiženo silným vystěhovalectvím do Ameriky a do velkých měst. I místní židovstvo stagnovalo a v roce 1890 byla židovská obec zrušena a komunita zahrnuta pod město Březnici. Přesto v roce 1878 dostává městys statut města. Od této doby přímo městem vede lokální železniční trať Nepomuk–Blatná, na které se zde nachází nádraží Kasejovice. Roku 1897 byla kasejovická farnost povýšena na děkanství.
Ve své historii byly Kasejovice mnohokrát postiženy nepřízní osudu, jako například silnými morovými epidemiemi (např. 1680) a zničujícími požáry. V městě je mnoho památkově chráněných a cenných domů. Nad městem je židovský hřbitov, nepoškozený dodnes. S účinností od 1. prosince 2006 byl 10. listopadu 2006 obci vrácen status města.

## Části obce
- Kasejovice
- Chloumek
- Kladrubce
- Podhůří
- Polánka
- Přebudov
- Řesanice
- Újezd u Kasejovic

## Pamětihodnosti
- Synagoga v jihovýchodní části města – ve městě se zachovalo jediné ghetto v západních Čechách včetně židovského hřbitova
- Kostel svatého Jakuba Staršího
- Kaple svatého Vojtěcha
- Kašna na náměstí
- Fara se špýcharem
- Radnice
- Památný strom Kasejovický akát

## Příjmení Kassowitz

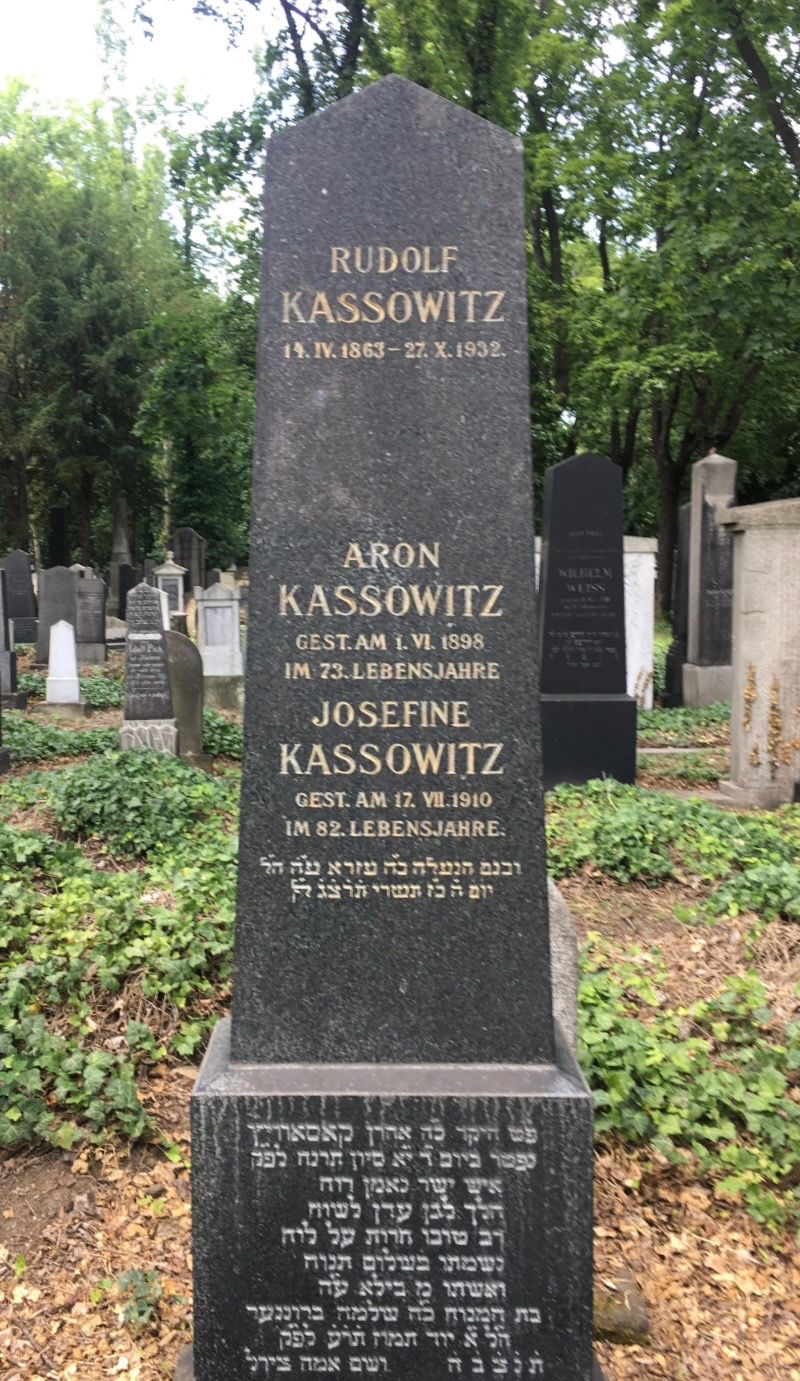
Náhrobek s příjmením Kassowitz, Nový židovský hřbitov v Praze

Podle německé varianty jména města existuje aškenázské příjmení Kassowitz, které vzniklo tím, že v 17.-19. století si kasejovičtí Židé odnesli název svého domova ve formě příjmení, když byli nuceni se vystěhovat z důvodu drakonického  familiantského zákona, především do Uher. Dnes je patrně nejznámějším nositelem tohoto jména známý francouzský herec režisér Mathieu Kassovitz, známý například z kultovního filmu Amélie z Montmartru.